# Petenera
Die Petenera ist ein Palo des Flamenco, das heißt eine seiner musikalischen und tänzerischen Formen.

## Geschichte und Mythen

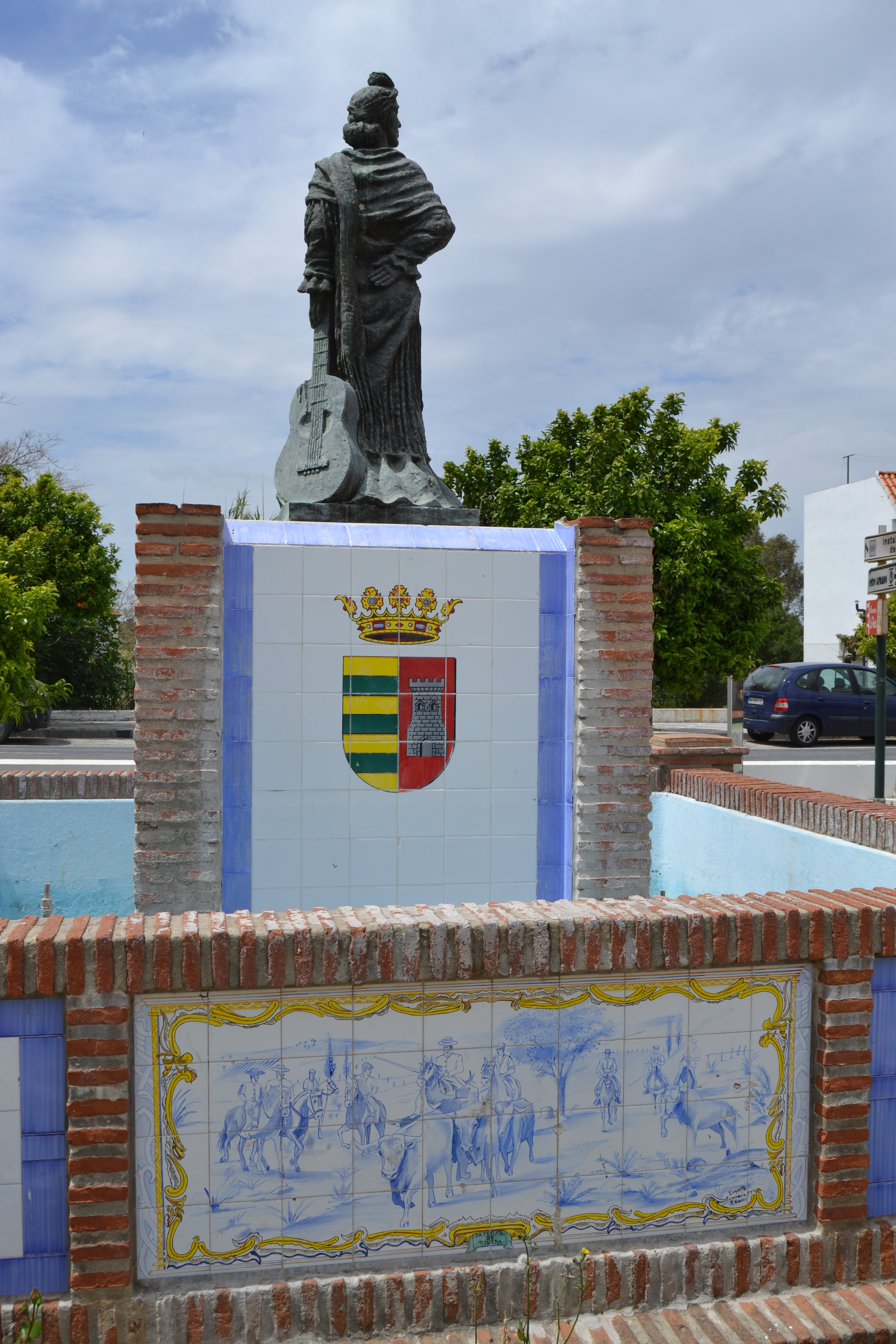
Denkmal für La Paternera in Paterna de la Rivera

Um den Flamenco ranken sich generell viel Aberglauben, Mythen und nicht belegte Theorien. Für die Petenera gilt dies in besonderem Maße. Bei einigen Flamencokünstlern aus dem Bereich der gitanos steht sie im Ruf, Unglück zu bringen. Ein weiterer Mythos besagt, dass es sich bei Petenera um eine Frau gehandelt habe, die grausam zu den Menschen gewesen sei.
Eine Vermutung besagt, dass die Petenera ihren Ursprung in der jüdischen Kultur habe. Der Musikwissenschaftler Hipólito Rossy begründete dies mit einer gewissen musikalischen Ähnlichkeit zu sephardischen Gesängen (der sefardís) aus dem 16. Jahrhundert. Eine andere Theorie besagt, dass der Name auf eine Sängerin aus dem Ort Paterna de la Rivera in der Provinz Cádiz zurückzuführen sei. Diese These vertrat insbesondere Demófilo. Allerdings existieren keine historischen Belege für die Existenz einer Sängerin mit dem Künstlernamen Paternera oder Petenera. Möglicherweise entstand die Petenera aus einem im Original nicht mehr existierenden Volkslied, das gegen Ende des 19. Jahrhunderts an den Rhythmus der Soleá angeglichen wurde, jedoch mit anderer Betonung. Es wird vermutet, dass der Sänger Medina el Viejo diese „Flamencisierung“ geleistet hat. Die Musikwissenschaftler Arcadio de Larrea und Gilbert Chase gingen noch weiter und behaupteten, die Ursprünge müssten (bei Ähnlichkeit der Petenera mit dem Punto de la Habana der kubanischen Musik) auf Kuba zu suchen sein. Ähnlich wie der Tango sei die Vorform der Petenera von dort nach Cádiz gelangt.
Faustino Núñez sieht den Ursprung in Mexiko: Einige Musikstücke aus Veracruz mit der Bezeichnung Peteneras wiesen harmonische Verwandtschaft in der Instrumentalbegleitung und tonale Verwandtschaft im Gesang auf. Spätestens 1826 sei sie dann nach Cádiz gelangt, denn 1826 tanzte der damals berühmte Bolero-Tänzer Luis Alonso die Petenera nueva americana, und ein Jahr später interpretierte sein Cousin Lázaro Quintana sie im Gesang. Übereinstimmend mit Vergillos und anderen schrieb auch Núñez, dass Medina el Viejo in den Cafés cantantes der damaligen Zeit die Transformation in die Welt des Flamenco geschaffen habe.
Bevor sie flamencisiert wurde, wurde die Petenera vermutlich als Paartanz mit Kastagnetten getanzt, kürzer und rhythmischer als heute. Nach Medina el Viejo war es vor allem La Niña de los Peines, die die Petenera weiterentwickelte und etablierte. Heute ist sie sowohl im Tanz als auch im Gesang eine der beliebtesten Formen des Flamenco.

## Musikalischer Charakter
Estébanez Calderón beschrieb die Perteneras, wie er sie nannte, als den Seguidillas ähnlich. Sie seien jedoch sowohl lebhafter als auch melancholischer als Letztere.
Der Rhythmus wechselt zwischen 3/4 und 6/8, ähnlich wie in der Guajira, jedoch langsamer und mit Freiheiten, insbesondere im Gesang. In einem zwölfteiligen Metrum werden der 1., 4., 7., 9. und 11. „Schlag“ akzentuiert.
Im Rahmen einer weit gespannten Semikadenz durchläuft die Petenera einen charakteristischen harmonischen Zyklus: Als einer der wenigen Palos beginnt sie in Moll. Es folgt die andalusische Kadenz, dann ein Wechsel zu Dur, und schließlich der Schluss im Flamenco-Modus. Somit umfasst sie alle drei harmonischen Modi, die im Flamenco verwendet werden.

## Textstrophen
Die Strophen der Peteneras sind achtsilbige Vierzeiler, mit gewissen Freiheiten wie beispielsweise Wiederholungen und Einschübe.
Von Medina el Viejo ist folgende Petenera überliefert:
Al pie de un pocito seco

Compañera de mi alma, 

tú dices que no siento ná, 

si las carnes de mis huesos 

a pedazos se me van. 

Al pie de un pocito seco 

de rodillas me hinqué, 

fueron tan grandes los llantos 

que el pocito rebosé. 

Tú, misionero de Dios 

por el mundo si la encuentras 

dile que yo la perdono, 

¡mare de mi corazón! 

pero que no quiero verla.
Am Fuße eines trockenen Brunnens

Gefährtin meiner Seele,

Du sagst, ich fühle nichts,

wenn das Fleisch von meinen Knochen

in Stücken abfällt.

Am Fuße eines trockenen Brunnens

kniete ich nieder,

mit Klagen so groß,

dass der Brunnen überfloss.

Du, Gottes Missionar der Welt,

wenn du sie findest.

sag ihr, dass ich ihr verzeihe,

Mutter meines Herzens!

aber sehen will ich sie nicht.
Juan Vergillos gibt folgendes Beispiel:
Quién te puso petenera 

Quién te puso petenera 

no te supo poner nombre, 

que debía haberte puesto 

la perdición de los hombres. 

Yo he visto a un niño llorar

a la puerta de un camposanto

y en sus lamentos decía:

– Por mi mare son los llantos,

¡qué dolor de mare mía!
Wer nannte dich Petenera? 

Wer nannte dich Petenera? 

ich kann dir nicht diesen Namen geben, 

statt dich zu nennen

das Verderben der Menschen. 

Ich habe ein Kind weinen gesehen

an der Pforte eines Friedhofs.

In seinen Wehklagen sagte es:

– Für meine Mutter sind die Klagen,

Was für ein Schmerz um meine Mutter!